# Rhinolophus thomasi
Rhinolophus thomasi är en fladdermusart som beskrevs av K. Andersen 1905. Rhinolophus thomasi ingår i släktet Rhinolophus och familjen hästskonäsor. IUCN kategoriserar arten globalt som livskraftig. Inga underarter finns listade i Catalogue of Life. Wilson & Reeder (2005) skiljer mellan två underarter.
Arten förekommer i Sydostasien från södra Kina till norra Malackahalvön. Fladdermusen vistas i kulliga områden och i bergstrakter mellan 400 och 1100 meter över havet. Den kan anpassa sig till olika habitat. Rhinolophus thomasi vilar främst i kalkstensgrottor.
Denna fladdermus når en kroppslängd (huvud och bål) av 48 till 50 mm och en svanslängd av 18 till 28 mm. Den har 8 till 10 mm långa bakfötter, 16 till 20 mm stora öron och 40 till 48 mm långa underarmar. Rhinolophus thomasi liknar Rhinolophus sinicus i utseende som har en orangebrun till rödbrun pälsfärg. Vissa avvikelser mellan arterna finns i fingrarnas och tändernas konstruktion. Arten har liksom andra familjemedlemmar hudflikar på näsan (bladet) där grundformen liknar en hästsko.
Arten delar sovplatsen ibland med andra fladdermöss.